# HC Schoten
Handbalclub Schoten vzw of HC Schoten is een Belgische jeugdhandbalploeg uit Schoten die uitkomt in verschillende jeugdreeksen. 
De club werd opgericht in mei 2009 en kwam voor het eerst in competitie tijdens het seizoen 2009-2010. Zowel het eerste, tweede en derde seizoen werd HC Schoten door het VHV uitgeroepen tot snelst groeiende handbalclub in Vlaanderen. Het vierde seizoen werden ze de grootste jeugdhandbalclub van Vlaanderen en de 11de grootste club. Tijdens het seizoen 2013 - 2014 groeide het verder tot de tweede grootste handbalclub van Vlaanderen!

## Palmares

### HC Schoten - Heren (+18)
- Start deelname in de Regio competitie: 2014 - 2015
- Promotie van Regio-competitie naar Liga 3-competitie: 2017 - 2018

### HC Schoten - Dames (+16)
- Start deelname in de Regio competitie: 2013 - 2014
- Promotie van Regio-competitie naar Liga-competitie: 2015 - 2016
- Promotie van Liga-competitie naar 2de nationale competitie: 2017 - 2018

### HC Schoten - Meisjes (U19)
- Vlaams kampioen: 2015 - 2016
- Belgisch kampioen: 2015 - 2016

### HC Schoten Miniemen - Meisjes (U16)
- Belgisch kampioen: 2012 - 2013
- Vlaams kampioen: 2012 - 2013
- Belgisch vice-kampioen: 2013 - 2014
- Vlaams vice-kampioen: 2013 - 2014
- Belgisch vice-kampioen: 2016 - 2017
- Vlaams vice-kampioen: 2016 - 2017
- vice-kampioen interregio competitie meisjes M17
- Belgisch vice-kampioen: 2017 - 2018
- Vlaams vice-kampioen: 2017 - 2018
- Regionaal kampioen: 2023-2024

### HC Schoten Pupillen - Meisjes (U14)
- Vice-kampioen: 2010 - 2011
- Final 8: 2012 - 2013
- Final 4: 2013 - 2014
- Vice-kampioen: 2014 - 2015
- Vlaams kampioen: 2015 - 2016
- Belgisch kampioen: 2015-2016

### HC Schoten Pupillen - gemengd (U14)
- Vice-kampioen Antwerpen: 2012 - 2013
- Eindronde VHV: 2012 - 2013
- Eindronde VHV: 2013 - 2014
- Finalist beker van Antwerpen: 2016 - 2017
- Regio kampioen: 2016 - 2017

### HC Schoten Welpen - gemengd (U12)
- Kampioen Antwerpen: 2012 - 2013
- Kampioen Antwerpen: 2013 - 2014
- Kampioen Antwerpen: 2014 - 2015
- Kampioen Antwerpen: 2015 - 2016
- Vice-kampioen Antwerpen: 2016 - 2017
- Kampioen Antwerpen: 2017 - 2018